# Christoph Udo Werner
Christoph Udo Werner (* 1967 in Linz/Österreich) ist ein deutscher Iranist.

## Leben
Er studierte Islamwissenschaft, neuere und neueste Geschichte, Germanistik und Iranistik in Freiburg im Breisgau, Kairo, Teheran und Bamberg. 1994 erwarb er den Magister Artium an der Universität Bamberg. Nach der Promotion 1999 in Iranistik in Bamberg (summa cum laude) war er von 1997 bis 2002 dort wissenschaftlicher Assistent an der Otto-Friedrich-Universität Bamberg. Von 2002 bis 2007 war er Juniorprofessor für Islamwissenschaft an der Albert-Ludwigs-Universität Freiburg. Von 2007 bis 2019 lehrte er als Professor für Iranistik an der Philipps-Universität Marburg. Seit 2019 hat er den Lehrstuhl für Iranistik an der Otto-Friedrich-Universität Bamberg inne. Er war Präsident der Societas Iranologica Europaea (2019–2023).

## Schriften (Auswahl)
- An Iranian Town in Transition. A Social and Economic History of the Notables of Tabriz 1747–1848. Wiesbaden 2000, ISBN 3-447-04309-1.
- mit Daniel Zakrzewski und Hans-Thomas Tillschneider: Die Kuǧuǧī-Stiftungen in Tabrīz. Ein Beitrag zur Geschichte der Ǧalāyiriden. Wiesbaden 2013, ISBN 978-3-89500-936-5.
- als Herausgeber mit Bianca Devos: Culture and Cultural Politics Under Reza Shah. The Pahlavi State, New Bourgeoisie and the Creation of a Modern Society in Iran. London 2014, ISBN 978-0-415-82419-4.
- Vaqf en Iran. Aspects culturels, religieux et sociaux. Paris 2015, ISBN 2-910640-42-6.
- als Herausgeber mit Morikawa Tomoko: Vestiges of the Razavi Shrine: Āthār al-Rażavīya, a Catalogue of Endowments and Deeds to the Shrine of Imam Riza in Mashhad. Tokio 2017, ISBN 978-4-8097-0288-4.